# بارادم إنترتنمنت
بارادم إنترتنمنت (بالإنجليزية: Paradigm Entertainment)، هي شركة أمريكية لإنتاج وتطوير ألعاب الفيديو، تأسس الشركة سنة 1997، وأعلنت حلها سنة 2008، حيث كانت مقر الشركة في فارمرز برانش، بولاية تكساس الأمريكية.